# Praktniltava
Praktniltava (Niltava sundara) är en asiatisk fågel i familjen flugsnappare inom ordningen tättingar.

## Kännetecken

### Utseende
Praktniltavan är en stor (15-18 cm), kraftig och färgglad flugsnappare med rundat huvud, ganska kort stjärt, och bred näbb. Hanen har lysande blå hjässa och halsfläck. Den är svart på strupen och i ansiktet, medan resten av ovansidan är mörkblå. Undersidan är orange, hela vägen till undre stjärttäckarna. Honan är gråbrun med en ovalformad vitaktig strupfläck.

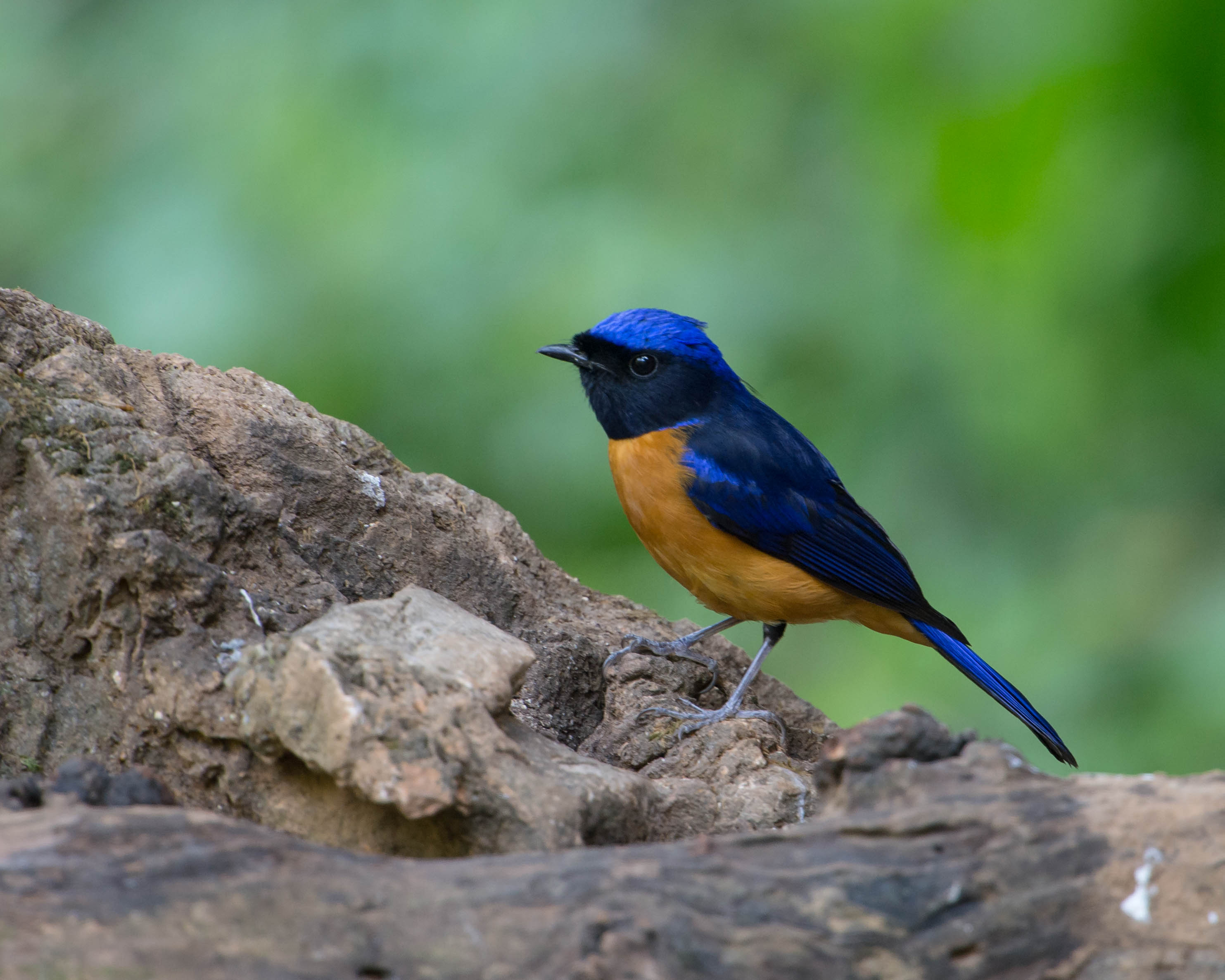
Hane.

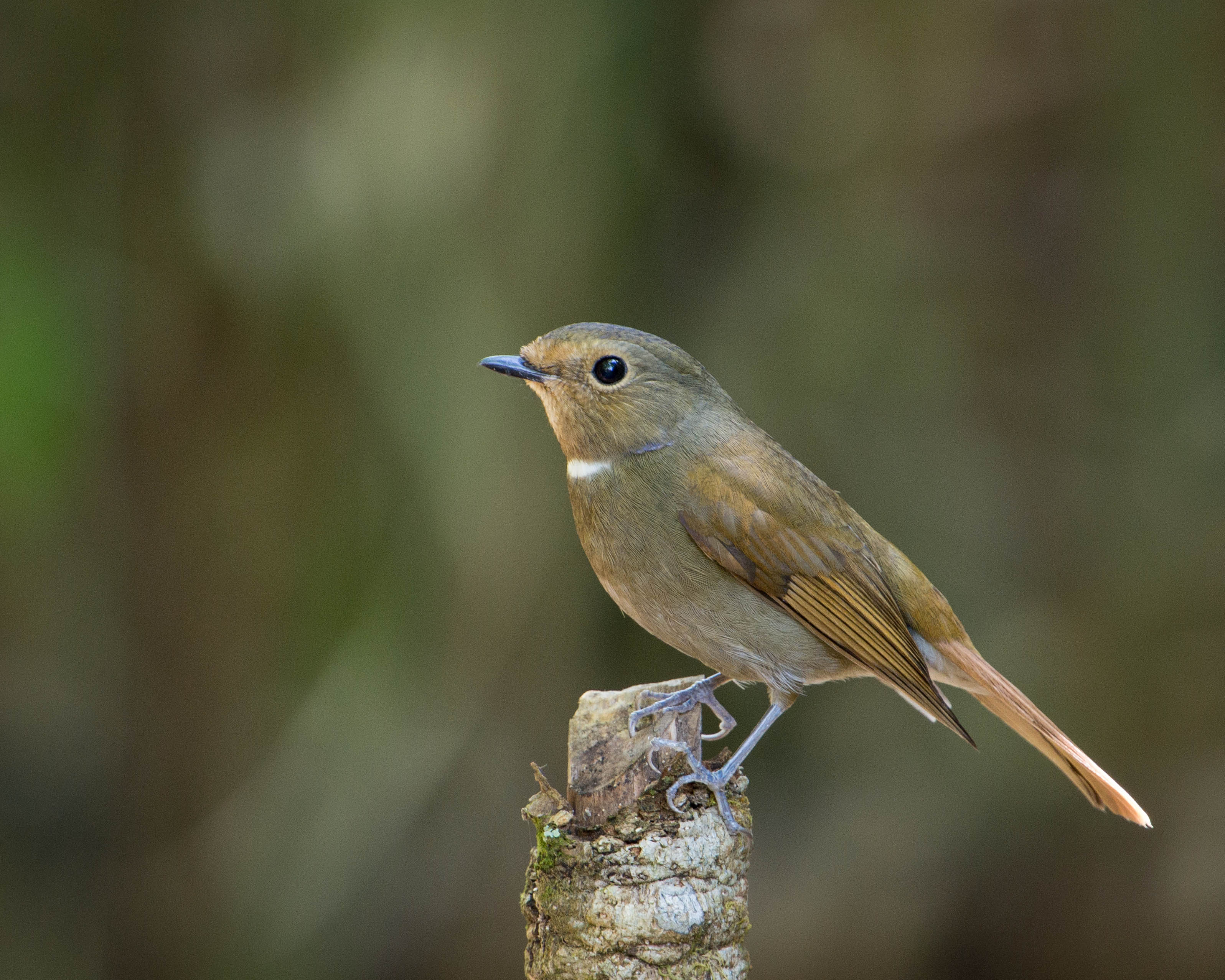
Hona.

### Läten
Bland lätena hörs tunna och metalliska "tsi tsi tsi tsi...", hårda "tic" och "trrt".

## Utbredning och systematik
Praktniltava delas in i tre underarter med följande utbredning:
- Niltava sundara whistleri – västra Himalaya från Pakistan till norra Indien (Kumaon)
- Niltava sundara sundara – östra Himalaya till sydöstra Tibet, södra Kina (norra Yunnan) och norra Laos
- Niltava sundara denotata – sydvästra Kina till norra Myanmar, flyttar till norra Thailand och norra Laos

Den har tidigare behandlats som samma art som en eller båda av sumatraniltava (Niltava sumatrana) och koboltniltava (Niltava davidi).

## Levnadssätt
Praktniltavan förekommer i undervegetation i städsegrön skog, blandskog och lövskog. Den lever av små ryggradslösa djur och larver. Fågeln häckar mellan april och augusti. Arten är stannfågel eller höjdledsflyttare, där de som häckar i Himalaya rör sig till lägre nivåer vintertid.

## Status och hot
Arten har ett stort utbredningsområde, men tros minska i antal, dock inte tillräckligt kraftigt för att den ska betraktas som hotad. Internationella naturvårdsunionen IUCN listar arten som livskraftig (LC). Världspopulationen har inte uppskattats men den beskrivs som fåtalig och lokalt förekommande i norra Pakistan, vanlig i Nepal, ganska vanlig i norra Indien och Bhutan, ovanlig i Kina samt ganska vanlig i Burma.

## Namn
Niltava kommer från namnet på arten på nepalesiska, Niltau, medan sundara kommer av sundar, "vacker" på hindi.